# Breidleria homaliacea
Breidleria homaliacea là một loài Rêu trong họ Hypnaceae. Loài này được (Besch.) Broth. mô tả khoa học đầu tiên năm 1925.